# 坑园镇
坑园镇是福州市连江县下辖的一个镇，位于连江县东部黄岐半岛西北部，西侧为罗源湾，面积30平方公里。下辖8个行政村。镇政府驻地在坑园村。

## 行政区划
现辖：
红厦村、下园村、坑园村、象纬村、颜岐村、下屿村、前屿村和屿头村。